# Artur Rasizada
Artur Rasizada Tahir oglu nebo Artur Rasizade (ázerbájdžánsky Artur Tahir oğlu Rəsizadə) (* 26. února 1935) je bývalý ázerbájdžánský předseda vlády.

## Život
Za dob Ázerbájdžánské SSR byl dlouhou dobu členem komunistické strany. Předseda vlády byl od 20. července 1996 do 4. srpna 2003, kdy rezignoval kvůli zdravotním důvodům, a umožnil tehdejšímu prezidentu Hejdaru Alijevu, aby tuto funkci předal svému synovi Ilhamu Alijevovi. Po jmenování Ilhama Alijeva prezidentem 4. listopadu 2003 se vrátil na místo předsedy vlády. Ve funkci byl do 21. dubna 2018, kdy jej vystřídal Novruz Mamedov.

## Vyznamenání
- Řád Istiglal – Ázerbájdžán, 23. února 2005 – za velké úspěchy v ekonomickém rozvoji Ázerbájdžánu[1]
- Řád cti – Ázerbájdžán, 25. února 2010 – za velký přínos k socioekonomickému rozvoji Ázerbájdžánu[2]
- Řád slávy – Ázerbájdžán, 25. února 2015 – za přínos k hospodářskému, sociálnímu a kulturnímu rozvoji Ázerbájdžánu[3]
- Řád přátelství mezi národy – Bělorusko, 7. dubna 2015 – za významný osobní přínos k rozvoji a posílení obchodních, hospodářských a humanitárních vazeb mezi Běloruskem a Ázerbájdžánem[4]
- rytíř Řádu čestné legie – Francie
- Řád Odznak cti – Sovětský svaz